# Попович, Цветко
Цветко Попович (вуков. Цвјетко Поповић; 1896 — 9 июня 1980) — боснийский серб, причастный к убийству в 1914 году эрцгерцога Австрии Франца Фердинанда.

## Биография

### Ранняя жизнь
Он родился на территории современной Боснии и Герцеговины. В возрасте 18 лет он был студентом в Сараево, когда Данило Илич и его друг Васо Чубрилович завербовали его для участия в заговоре с целью убийства эрцгерцога Франца Фердинанда.

### Убийство эрцгерцога
Никола Пашич, занимавший пост премьер-министра Королевства Сербии, узнал о заговоре и отдал приказ об аресте троих мужчин. Однако приказ не был выполнен, и трое мужчин прибыли в Боснию и Герцеговину, где присоединились к другим заговорщикам, Гаврило Принципу, Мишко Йовановичу и брату Васо Велько Чубриловичу.
28 июня 1914 года Франц Фердинанд и София фон Хотек были убиты Гаврило Принципом. Принцип и Неделько Чабринович были задержаны и допрошены полицией. В конечном итоге они назвали имена своих сообщников. Мухамеду Мехмедбашичу удалось бежать в Сербию, но Попович, Илич, Йованович и братья Чубриловичи были арестованы и обвинены в измене и убийстве.
Все подсудимые были признаны виновными. В соответствии с законодательством Австро-Венгрии, лицо, не достигшее 20-летнего возраста, не могло быть подвергнуто смертной казни.
Неджелко Чабринович, Гаврило Принцип и Трифко Грабеж были приговорены к максимальному наказанию в виде лишения свободы сроком на 20 лет. Васо Чубрилович был осуждён на 16 лет, а Попович — на 13 лет.
Попович был освобождён после победы союзников над Центральными державами в ноябре 1918 года. К этому моменту он отбыл четыре года из назначенного ему срока.

### Дальнейшая жизнь
После освобождения из тюрьмы в конце Первой мировой войны Попович вернулся к преподаванию в качестве профессора философии и в конечном итоге стал куратором этнографического отдела Сараевского музея. 
Накануне 50-й годовщины убийства эрцгерцога в 1964 году Попович посетил лекцию об убийстве в Сараево, но не посетил ни одного мероприятия в городе, посвященного годовщине. Его цитировали, когда он сказал, что не принял бы участия в убийстве, если бы знал, что оно приведет к войне.
Отмечая 55-ю годовщину этого события в июне 1969 года, Попович, которому тогда было 73 года, дал интервью, в котором вспомнил об убийстве. 
Цветко Попович умер в Сараево 9 июня 1980 года в возрасте 84 лет, оставив Васо Чубриловича единственным выжившим убийцей. Чубрилович умер 10 лет и два дня спустя, 11 июня 1990 года в возрасте 93 лет.